# Спершу кохання, потім весілля

«Спершу кохання, потім весілля» — американська романтична комедія 2011 року режисера Дермота Малруні з Менді Мур, Келланом Латцем, Джеймсом Броліном, Джейн Сеймур і Крістофером Ллойдом. Фільм був випущений 3 червня 2011 року.

## Сюжет
Ава та Чарлі — молодята, яких надихнув 30-річний шлюб батьків Ави, тобто Бредлі та Бетті. Ава вирішує влаштувати для них вечірку-сюрприз, але коли Бетті дізнається про інтрижку Бредлі 25 років тому, вона відмовляється жити з ним. Потім Ава переселяє свого батька до власного будинку, не порадившись із Чарлі.
Ава обіцяє своєму новоспеченому чоловікові, що це триватиме ненадовго. Будучи консультантом з питань шлюбу, вона настільки захоплена налагодженням шлюбу своїх батьків, що це починає впливати на стосунки з власним чоловіком. 

## Акторський склад
- Менді Мур у ролі Ави Ґолд
- Келлан Латц в ролі Чарлі
- Джейн Сеймур — Бетті Голд
- Джеймс Бролін в ролі Бредлі Голда
- Джессіка Зор у ролі Шелбі Голд
- Майкл Вестон в ролі Гербера
- Марта Жмуда Тшебятовська — Кася
- Річард Рейд в ролі Йена
- Крістофер Ллойд — доктор Джордж
- Алексіс Денісоф — Ллойд
- Елісон Ганніґан в ролі Кортні
- Коллін Кемп в ролі Етель
- Ендрю Кіган в ролі Джерамії Стівенса
- Габріель Шафф — Адріанна
- Джо Крест у ролі Джона
- Кім Ву в ролі Емі
- Осінь Федерічі в ролі Джесіки
- Сара Лівін — Рейчел
- Біллі Слотер як актор (озвучка)
- Джулія Робертс — терапевт Ави (голос)

## Сюжет
Фільм був розкритикований кінокритиками. На веб-сайті зібраних оглядів Rotten Tomatoes рейтинг схвалення становить 0% на основі 19 відгуків із середнім балом 2/10. На Metacritic він отримав 13 балів зі 100, «в загальному не сподобався» на основі відгуків десяти критиків. Лос-Анджелес Таймс назвали це «емоційною катастрофою великих масштабів».  The Hollywood Reporter назвали це «плоскою романтичною комедією» [...] «яка здавалася б прісною навіть у 1953 році». Вони додали, що Мур виглядав, як «учень середньої школи», і що «фарбоване світле волосся Лутца не дозволяє сприймати його серйозно». Та безліч інших негативних відгуків від критиків.

## Список джерел
1. ↑  Fastlane NextGen: Initial Certification Search (Type "Love Wedding Marriage" in the search box). Louisiana Economic Development. Процитовано 10 травня 2020.
2. ↑  Love, Wedding, Marriage. The Numbers. Процитовано 27 грудня 2012.
3. ↑  Love Wedding Marriage (2011). Rotten Tomatoes. Процитовано 31 грудня 2020.
4. ↑  Спершу кохання, потім весілля на сайті Metacritic (англ.)
5. ↑  Betsy Sharkey, Movie Review: 'Love, Wedding, Marriage', The Los Angeles Times, June 03, 2011
6. 1 2  Todd McCarthy, Love Wedding Marriage: Film Review, The Hollywood Reporter, 4/30/2011

## Зовнішні покликання
- Спершу кохання, потім весілля на сайті IMDb (англ.)